# Donacochara speciosa
Espèce
Synonymes
- Erigone speciosa Thorell, 1875
- Erigone leptocarpa Thorell, 1875
- Neriene keyserlingii O. Pickard-Cambridge, 1879

Donacochara speciosa est une espèce d'araignées aranéomorphes de la famille des Linyphiidae.

## Distribution
Cette espèce se rencontre  en Europe, au Moyen-Orient, en Asie centrale.

## Publication originale
- Thorell, 1875 : Diagnoses Aranearum Europaearum aliquot novarum. Tijdschrift voor Entomologie, vol. 18, p. 81-108 (texte intégral).